# Габонский саванный дятел
Габо́нский сава́нный дя́тел (лат. Dendropicos gabonensis) — птица семейства дятловых. Распространён в экваториальной Африке. Селится на лесных опушках, среди молодой поросли, на окраинах ферм.

## Описание
Небольшого размера дятел, длина 16—17 см, вес 24—30 г. Клюв достаточно короткий, с широким основанием. У самцов на темени и затылке выделяется «шапочка» красного цвета, а у самки — бурого. «Усы» либо сильно редуцированы, либо отсутствуют вовсе. Подбородок, шея, грудь и брюхо отборного жёлтого цвета с частыми чёрными продольными пестринами. Верх, включая маховые и рулевые перья, однотонный тёмно-зелёный. Наиболее схожие виды — кардинальский (Dendropicos fuscescens) и угандский (Dendropicos poecilolaemus) саванные дятлы. У первого голова и нижняя часть тела беловатые либо слегка желтоватые (но не насыщенно жёлтые!) с тёмными пестринами, верх оливково-зелёный с серым пёстрым рисунком. У второго вида брюхо лимонно-жёлтого цвета без пестрин, верх такой же, как у кардинальского. У самца эллиотова африканского дятла (Dendropicos elliotii) схожий окрас оперения на спине и брюхе, но он заметно крупнее и имеет чёрное пятно на темени, и к тому же населяет совсем другие биотопы — сомкнутый лес.

## Распространение
Распространён в экваториальном поясе западной и центральной части Африки. Известны два изолированных участка ареала. Более крупный из них охватывает площадь от южной Нигерии и южного Камеруна к югу до ангольской провинции Кабинда и низовьев реки Конго, к юго-востоку через среднюю часть Республики Конго до центральных и восточных районов Демократической Республики Конго (провинция Западный Касаи). Второй участок к востоку от первого занимает относительно небольшую площадь от долины реки Семлики на севере Демократической Республики Конго к юго-востоку до юго-западной Уганды, затем к югу до западных склонов гор Рувензори.
Несмотря на то, что в названии дятла присутствует слово «саванный», собственно к саванне этот вид отношения не имеет. Точно так же он не встречается в пойменных лесах и вообще избегает сплошных лесных массивов. Его типичные места обитания — лесные опушки, молодые посадки и окраины ферм. Как правило, гнездится на высоте до 1400 м над уровнем моря.

## Питание
Питается насекомыми, большей частью муравьями, и личинками насекомых-ксилофагов. Корм добывает в кроне деревьев и подлеске, ловит как открыто живущих насекомых, так и прячущихся под корой. В поисках последних иногда отщипывает кусочки коры.

## Размножение
Информация очень скудная. Было зарегистрировано сообщение, что в середине октября самец долбил дупло в Нигерии. В Камеруне и Демократической Республике Конго готовые к размножению птицы отмечались в сентябре и октябре, в Уганде — в июне.